# Lobaegis marita
Lobaegis marita là một loài tò vò trong họ Ichneumonidae.